# Playa de Teifaros
La playa de Teifaros se encuentra en el concejo asturiano de Navia y pertenece a la localidad española de Teifaros. La playa tiene forma rectilínea, una longitud de unos 450 m y una anchura media de unos 50 m. Su entorno es rural, con un grado de urbanización medio y una peligrosidad baja. El acceso peatonal es de unos quinientos m de longitud. La playa carece de arena y se trata de un gran pedrero de casi medio km de longitud.
Para acceder a este pedrero hay que tomar el mismo camino que se dirige a la Playa de Fabal. Hay que desviarse en una loma situada ala izquierda del camino y un poco más adelante veremos la playa al fondo. Conviene tomar precauciones en la bajada ya que presenta una notable dificultad además de llevar calzado adecuado para tandar por el pedrero y pantalón largo y fuerte para pasar por una zona tupida de helechos y tojos. Las actividades recomendadas en el pedrero y sus inmediaciones son la pesca recreativa y el marisqueo.